# ووسوشنا ماوا
ووسوشنا مأوا (به لاتین: Łosośna Mała) یک روستا در لهستان است که در گمینا کوژنگتسا واقع شده‌است.